# Међународни уговор
Међународни уговор је сваки споразум склопљен између двају или више субјеката међународног права, који је уређен међународним правом, било да је садржан у јединственој исправи или у више међусобно повезаних исправа, без обзира на његов посебан назив.
Треба свакако нагласити да сваки међународни уговор, ратификован односно потврђен од стране законодавних тела држава уговорница, по својој правној снази јесте изнад закона и подзаконских аката, мада је то у пракси понекад и спорно услед тога што нису све земље спремне на такво одрицање од суверенитета.
Међународни уговори могу носити разне називе, као што су: уговор, конвенција, протокол, пакт, акт, споразум, меморандум, повеља, статут, конкордат.
Најзначајнија подела међународних уговора јесте подела коју је извршио теоретичар Ханс Трипел на уговоре законе (легислативни) и уговоре погодбе (контрактуелни).
Као што је речено, међународни уговор може се склапати између два (билатерални уговор) или више (мултилатерални уговор) субјекта међународног права - тј. држава, међународних организација и осталих субјеката међународног права као што су устаници или ослободилачки покрети (што је у пракси релативно ретко).
Међутим, код међународних уговора разликује се тренутак потписивања од стране субјеката међународног права (најчешће држава уговорница) од тренутка ступања на снагу тога уговора.
То зависи од ратификације односно од размене исправа и усвајању од стране парламената држава потписница. Тек њиховом потврдом међународни уговор је преузет у унутрашњи правни систем сваке од држава уговорница, и као такав ступа на снагу и почиње његова примена.